# Manuel Sureda i de Boxadors
Manuel Sureda i de Boxadors (Palma, 1820 - 1893) va esser un polític carlista mallorquí. Pertanyia en una de les famílies més principals de Mallorca i va fer els seus primers estudis en el Seminari de Nobles de Madrid.

## Afecció al carlisme
Alferes supernumerari de granaders de la Guàrdia Reial a l'edat d'11 anys, el 1835, esclatada la Primera guerra carlista, va renunciar a incorporar-se en el seu regiment, marxant secretament amb el seu germà Josep a França, des d'on va penetrar a Catalunya per combatre devora el pretendent. Es va presentar a Solsona al general Urbistondo, qui el va nomenar ajudant seu.
Quan el general Urbistondo va marxar a l'Exèrcit del Nord, Sureda va quedar a les ordres del brigadier Maties de Vall. Gràcies a la seva empenta, els carlistes varen guanyar l'acció de Rialp, i Sureda es va encarregar de dur el comunicat de guerra al general Urbistondo, que era a la frontera, i va demanar a Sureda que s'unís a ell, a la qual cosa va accedir.
Detingut i empresonat a Baiona quan intentava penetrar en les províncies basques, va esser traslladat a les presons de Pau, i finalment va esser internat a Caors. Pocs mesos després, protegit pels legitimistes francesos, va traspassar la frontera i va volar al costat d'Urbistondo, que es trobava a Tolosa (Guipúscoa).
Sureda, desconfiant del general Maroto, qui comandava l'Exèrcit carlista del Nord, va sol·licitar passar a Berlín d'encarregat diplomàtic, i quan anava a reunir-s'hi amb el marquès de Monasterio, el Conveni de Bergara el feu va detenir a París. Davall les ordres de Ramírez de la Piscina va passar a Roma, i després a Torí davall les del comte d'Orgaz, representant de Don Carles en aquelles corts.

## Regnat isabelí i Trienni Liberal
Posteriorment es va establir a Gènova fins a 1850, en què, autoritzat pel comte de Molina per anar a ajudar la seva anciana mare, va tornar a Mallorca. Durant el regnat d'Isabel II va continuar defensant els seus principis. L'any 1865, quan el còlera va envair la ciutat de Palma, Manuel Sureda va organitzar i es va posar al capdavant d'un dels hospitals, i amb la seva feina i el seu patrimoni, va ajudar els malalts i desvalguts sense por de contagiar-se'n. El govern ho va voler premiar amb la gran Creu de Beneficència, però a causa de la seva modèstia no va voler acceptar aquella distinció oficial.
Després de la Revolució de 1868 que va destronar Isabel II, va tornar a fer feina per la causa carlista, i el gener de 1869 va esser nomenat comissari regi de les Illes Balears. A l'agost d'aquest mateix any va esser delatat i empresonat al Castell de Bellver com a presumpte cap d'una suposada conspiració armada dels carlistes a l'illa. Va romandre quatre mesos empresonat, però va rebre el suport de la societat balear.
El 4 d'abril de l'any 1870 el nou pretendent, Carles de Borbó i Àustria-Este, ho va cridar al seu costat, i el dia 30 del mateix mes va esser nomenat membre del consell suprem del Duc de Madrid. Va assistir a la Junta catòlico-monàrquica de Vevey i va residir després a Barcelona. En les eleccions generals espanyoles de 1871 va esser elegit diputat per Inca, el primer districte de Mallorca.

## Tercera Carlinada
En els treballs de conspiració que varen precedir la Tercera Carlinada, Sureda va esser l'ànima dels esforços dels carlistes de Barcelona, per la qual cosa va esser víctima d'un atemptat que va posar en perill la seva vida. Entorn de les dotze de la nit es varen presentar a la porta del seu domicili dos agents de policia que varen dir que havien rebut ordre de dur-l'hi pres com a còmplice d'una conspiració carlista. Es va veure obligat a abandonar la seva desconsolada família i travessar la ciutat enmig d'un grup de gent armada que no aturava d'insultar-li i maltractar-ho. En passar per davant de la Universitat, els seus captors arribaren a dir «matémosle aquí y no habrá necesidad de conducirle a casa del gobernador», però no varen dur a terme les seves amenaces. Va esser menat a la Ciutadella, on va romandre pres vint-i-quatre hores. Finalment el varen presentar al governador José Galbis Abella, que li va donar absoluta llibertat, fent-li tota mena d'oferiments. Sureda, per no haver de tornar a veure's exposat a vexacions semblants, va demanar poder passar a França, i va marxar a Perpinyà amb tota la seva família.
Després de romandre emigrat qualcuns anys, va tornar a Catalunya, des d'on va passar a Mallorca, on va morir el 4 de novembre de 1893. El seu germà Joan Miquel Sureda i Boxadors, marquès de Vivot, va morir pocs mesos abans, i Josep ho faria l'any següent.